# Nathismusia
Nathismusia is een geslacht van vliesvleugeligen uit de familie Encyrtidae. De wetenschappelijke naam van dit geslacht is voor het eerst geldig gepubliceerd in 1984 door Noyes & Hayat.

## Soorten
Het geslacht Nathismusia is monotypisch en omvat slechts de volgende soort:
- Nathismusia southwoodi Noyes & Hayat, 1984